# Sventorp-Forsby församling
Sventorp-Forsby församling är en församling i Billings kontrakt i Skara stift. Församlingen ligger i Skövde kommun i Västra Götalands län och ingår i Värsås pastorat.

## Administrativ historik
Församlingen bildades 2002 genom sammanslagning av Sventorps församling och Forsby församling och var sedan till 2010 annexförsamling i pastoratet Värsås, Varola, Vreten och Sventorp-Forsby Från 2010 annexförsamling i pastoratet Värsås-Varola-Vreten och Sventorp-Forsby.

## Kyrkor
- Sventorps kyrka
- Forsby kyrka